# La vida abismal
La vida abismal és una pel·lícula catalana dirigida per Ventura Pons. El 22 de maig de 2006 va començar el rodatge de la pel·lícula.
Està ambientada el 1972 a València. Basada en la novel·la finalista del Premi Planeta 2004 La vida en l'abisme, de l'escriptor valencià Ferran Torrent, encara que ses substitueix el sobrenom del Ros pel de Xinès, tal com anomenaven a Óscar Jaenada de petit.

## Argument
Ferran (José Sospedra) és un jove de vint-i-un anys que perd la il·lusió per viure. Es vol independitzar com sigui, però no té diners per fer-ho, fins que coneix al Xinès (Óscar Jaenada), un jugador de cartes.